# دولة يهودية وديمقراطية
الدولة اليهودية والديمقراطية هي التعريف القانوني الإسرائيلي لطبيعة وطابع دولة إسرائيل. تم تحديد الطبيعة «اليهودية» لأول مرة في إعلان الاستقلال لعام 1948 (انظر الدولة اليهودية والوطن اليهودي). تمت إضافة الشخصية «الديمقراطية» لأول مرة رسميًا في تعديل القانون الأساسي: الكنيست الذي تم تمريره في عام 1985 (التعديل 9، البند 7 أ).
ناقش العديد من العلماء والمراقبين السياسيين التعريف، لا سيما ما إذا كانت المصطلحات متناقضة أو مكملة. وبحسب يوسي كلاين هاليفي، «تقوم إسرائيل على هويتين غير قابلتين للتفاوض. وطن كل اليهود، سواء كانوا مواطنين إسرائيليين أم لا، وهو دولة جميع مواطنيها، سواء كانوا يهودًا أم لا».